# Адам (Дубець)
Його високопреосвященство кир Ада́м (пол. Jego Ekscelencja Najprzewielebniejszy Adam; в миру Олександр Васильович Дубець, пол. Aleksander Dubec; 14 серпня 1926 — 24 липня 2016, Сянок, Польща) — архієрей Польської Православної Церкви з 1983 року, архієпископ Перемишльський і Новосанчівський.

## Біографія
Олександр Дубець народився 14 серпня 1926 року в селі Флоринка на Лемківщині, адміністративно — у Краківському воєводстві Республіки Польща.
У 1960 році закінчив Варшавську православну духовну семінарію, у 1964 році — Християнську богословську академію у Варшаві, здобувши ступінь магістра богослов'я.
У 1965 році висвячений на священика, після чого служив на Лемківщині. З 1966 року — благочинний (декан) Ряшівського благочиння (деканату). 19 січня 1983 року зведений у сан архімандрита.
30 січня 1983 року висвячений на єпископа Люблінського, вікарія Варшавської єпархії. 29 вересня того ж року призначений єпископом Перемишльським і Новосанчівським, керівником Перемишльської єпархії. 30 жовтня зайняв кафедру. Владика Адам став першим православним єпископом Перемишльським з 1692 року, коли єпархія прийняла Берестейську унію.
У 1996 році зведений у сан архієпископа.
За час перебування на чолі Перемишльської єпархії владики Адама, православне життя на Лемківщині відродилося: було відновлено ряд парафій, відкрито кілька нових, збудовано ряд церков, налагоджено книгодрукування. За поданням єпископа Адама було канонізовано священномученика Максима Сандовича.
Помер 24 липня 2016 року.

## Нагороди
- Орден князя Ярослава Мудрого V ступеня (Україна) — нагороджений Президентом України Віктором Ющенком під час Лемківської ватри 22 липня 2007 року[3].
- Орден святителя Петра Могили (Українська православна церква (Московський патріархат)) — нагороджений 9 травня 2010 року в Сяніку архієпископом Львівським і Галицьким Августином з благословення митрополита Київського і всієї України Володимира. Є першим кавалером ордену, носячи № 001.
- Орден святого благовірного князя Ярослава Мудрого (Українська православна церква (Московський патріархат)) — нагороджений 14 серпня 2011 року з нагоди 85-річчя архієпископом Львівським і Галицьким Августином з благословення митрополита Київського і всієї України Володимира[4]